# Zopherus guttulatus
Zopherus guttulatus es una especie de coleóptero de la familia Zopheridae.

## Distribución geográfica
Habita en Texas (Estados Unidos).